# Феноменология квантовой гравитации
Феноменология квантовой гравитации — раздел физики элементарных частиц с целью опытной проверки теорий квантовой гравитации, занимающийся теоретическим обоснованием и разработкой методов экспериментального выявления предсказываемых ими наблюдаемых явлений (феноменов).
Феноменологические модели, разрабатываемые на основе различных теорий квантовой гравитации, позволяют предсказывать экспериментально наблюдаемые явления, которые возникают при справедливости той или иной теории квантовой гравитации. Важной проблемой является выявление экспериментальных подтверждений справедливости квантования гравитации в рамках общей теории относительности..
Прямые эксперименты по исследованию эффектов квантовой гравитации (возможно, при помощи обнаружения гравитонов) потребовали бы для достижения энергии Планка порядка 1028 эВ, что примерно на 15 порядков выше, чем может быть достигнуто с помощью современных ускорителей заряженных частиц, сооружения ускорителя астрономических размеров — а также необходимость в детекторе размером с большую планету. На основании этих соображений экспериментальное исследование квантовой гравитации при современном уровне технологий долгое время считалось невозможным.
Однако в начале 21-го века появились новые проекты экспериментов и технологии, которые предполагают, что косвенные подходы к экспериментальной проверке теорий квантовой гравитации могут быть осуществимы в течение следующих нескольких десятилетий.